# Braungefleckte Warzenschnecke
Die Braungefleckte Warzenschnecke (Onchidoris bilamellata) ist eine Nacktkiemerschnecke, die sich von Seepocken ernährt. Sie ist im Atlantik und dessen Randmeeren Ärmelkanal und Nordsee verbreitet.

## Beschreibung
Die eiförmige Braungefleckte Warzenschnecke wird bis zu vier Zentimeter lang. Der Rücken (Notum) der Schnecke hat auf einem blassgelben Untergrund braune Flecken und leicht rosafarbene, spitze, keulenförmige Warzen (Papillen), die auch innerhalb des Kiemenkranzes zu finden sind. Diese Farbgebung sorgt für eine hervorragende Tarnung. Die am Kopf befindlichen blassen bis hellbraunen Rhinophoren haben bis zu 16 Lamellen. Am Hinterende des Körpers stehen zwei Halbkränze von insgesamt 16 bis 32 Federkiemen.

## Lebensraum und Verbreitung
Die Braungefleckte Warzenschnecke tritt in meist kälteren Meeresgegenden auf Hartböden und Muschelbänken der Gezeitenzone bis in Tiefen von etwa 20 m auf. Ihr Verbreitungsgebiet umfasst den nördlichen Atlantik und die Nordsee von Großbritannien und Frankreich bis Norwegen, Island und Grönland sowie entlang der Atlantikküste Nordamerikas südwärts bis Connecticut. Darüber hinaus gibt es Funde aus dem nördlichen Pazifik im Beringmeer sowie von Alaska bis ins südliche Kalifornien.

## Nahrung
Das ausgewachsene Tier ernährt sich von Seepocken, die angebohrt und anschließend verzehrt werden. Bevorzugte Beutetiere gehören zu den Seepockengattungen Elminius und Balanus. Mit den Rachiszähnen der Radula werden Teile der oberen Kalkplatten der Seepocke abgekaut, so dass die Schnecke durch die Lücken ans Fleisch der Beute gelangt. Jungtiere dagegen bevorzugen Moostierchen.